# الکساندر میلتوسی
الکساندر میلتوسی (یونانی باستان: Ἀλέξανδρος ὁ Πολυΐστωρ؛ زادهٔ) نویسنده، همه‌چیزدان و جغرافی‌دان اهل روم باستان است.